# Miquel Batllori
Miquel Batllori i Munné (Barcelona, 1 de octubre de 1909 - San Cugat del Vallés, 9 de febrero de 2003) fue un historiador y jesuita español.

## Biografía
Hijo de la cubana Paula Munné de Escauriza, su lengua materna fue el castellano, como queda claro en la "laudatio" del profesor Santiago La Parra, al recibir Batllori un doctorado "honoris causa" por la Universidad Politécnica de Valencia en el 2001. Sus abuelos y su padre habían hecho fortuna en la Cuba colonial y en su casa vivió el estímulo a las letras y las artes. Afectado de osteomielitis, estudió la primaria y el bachillerato en el colegio de los Jesuitas de Caspe en el Ensanche barcelonés y se graduó en Filosofía y Letras y Derecho en la Universidad de Barcelona (1928). En octubre de ese año realizó el noviciado en el Monasterio de Gandía de la Compañía de Jesús y desde 1930 estudió humanidades en el Monasterio de Veruela. Cuando la República prohíbe la actividad de los jesuitas se traslada a Italia, donde estudia Filosofía (1933–1936) y Teología (1936–1939). 
Vuelve a España tras la Guerra Civil y se ordena sacerdote en 1940. Enseñó en el Colegio Nuestra Señora de Montesión de Palma de Mallorca (1941–1947), tras lo cual se traslada definitivamente a Italia. Allí se incorpora al Instituto histórico de su Orden, siendo director de la misma entre 1954 y 1958 y de la revista Archivum Historicum Societatis Iesu (1951–1969 y 1974–1981). A partir de 1952 da clases de Historia Moderna en la Facultad de Historia Eclesiástica de la Pontificia Universidad Gregoriana de Roma. En 1980 se jubila y regresa a España, donde en 1997 se aloja en la Residencia Jesuita de la calle de Caspe. Entre 1993 y 1999 se publicaron 13 tomos de sus Obras Completas.
Estudió la historia de la Corona de Aragón, la cultura catalana y la propia Compañía de Jesús, sin descuidar otros temas como la colonización de América y la Ilustración. Durante el franquismo mantuvo contacto con el exilio catalán y políticos democristianos catalanes en la clandestinidad.

## Obra
- Recuerdos de casi un siglo (2003, con Cristina Gatell)
- Lingüística i etnologia al segle XVIII: Lorenzo Hervás  (1999)
- Estètica i musicologia neoclàssiques: Esteban de Arteaga (1999)
- Iberoamèrica: Del descobriment a la independèndencia (1999)
- Els catalans en la cultura hispanoitaliana (1998)
- Cultura i finances a l'edat moderna (1997)
- La Il¨lustració (1997)
- Les reformes religioses al segle XVI (1996)
- De l'humanisme i del Renaixement (1995)
- Baltasar Gracián i el Barroc (1996)
- De l'Edat Mitjana als temps moderns i contemporanis: Cinc converses sobre els meus escrits (1994) Hay edición en castellano: De la Edad Media a la contemporánea: Conversaciones sobre mi obra
- La família Borja (1994)
- Arnau de Vilanova i l'arnaldisme  (1994)
- Església i societat a la Catalunya del s.XVIII (1990)
- Humanismo y Renacimiento: estudios hispano-europeos (1987)
- Llull (1987)
- Ramon Llull: antología filosòfica (1984)
- Orientacions i recerques: Segles XII-XX (1983)
- Baltasar Gracián (1983)
- Cultura e finanze, Studi della storia dei gesuiti da S. Ignazio al Vaticano II (1983)
- Vida de Ramon Llull: la vida escrita i la iconografía coetànies (1982)
- Llengua, història i societat a Mallorca i Menorca (1979)
- A través de la història i la cultura (1979)
- Der katalanisch-aragonische Humanismus: Vom 14. bis 16. Jahrhundert: 12. Vorlesung der Aeneas-Silvius-Stiftung (1977) En alemán.
- Galeria de personatges: De Benedetto Croce a Jaume Vicens Vives (1975)
- Algunos momentos de expansión de la historia y cultura valencianas: Discurso leído en el acto de su investidura de Doctor Honoris Causa (1975) Facultad de Filosofía y Letras. Universidad de Valencia.
- Arxiu Vidal i Barraquer: Esglesia i Estat durant la Segona República Espanyola (1931-1936) (1971)
- Catalunya a l´epoca moderna: recerques d´història cultural i religiosa (1971)
- Baltasar Gracián en su vida y en sus obras (1967)
- Josep Finestres: epistolari (1969)
- La cultura hispano-italiana de los jesuitas expulsos (1966)
- Il pensiero de la Rinascenza in Spagna e Portogallo (1964)
- La primera misión pontificada a Hispanoamérica 1823-1825 (1963)
- Ignasi Casanoves: reliquies literàries (1960)
- Introducción a Ramon Llull (1960)
- Ramon Llull en el món del seu temps (1960)
- Balmes i Casanoves, estudis biogràfics i doctrinals (1959)
- Vuit segles de cultura catalana a Europa (1958)
- Gracián y el barroco (1958)
- El abate Viscardo: Historia y mito de la intervención de los jesuitas en la independencia de Hispanoamérica (1953)
- Cartas del padre Bartolomé Pou al Cardenal Despuig (1946)
- Jerónimo Nadal y el Concilio de Trento (1946)
- Esteban de Arteaga (1943)
- Francisco Gustá, apologista y crítico (1941. Tesis doctoral. Universidad de Madrid)

## Premios y reconocimientos
- Premio Nacional de las Letras Españolas 2001
- Socio de Honor de la Asociación de Escritores en Lengua Catalana (1999)
- Medalla de Oro del Gobierno Balear (1998)
- Premio de la Fundación Catalana para la Investigación (1998)
- Cruz de Honor de Austria para las Ciencias y las Artes (1997)
- Premio Príncipe de Asturias de Ciencias Sociales 1995
- Premio Lluís Guarner de la Generalidad Valenciana (1991)
- Premio de Honor de las Letras Catalanas (1990)
- Premio Nacional de Historia de España (1988) por Humanismo y Renacimiento: estudios hispano-europeos
- Medalla de Oro de la Generalidad de Cataluña (1985)
- Gran Cruz de Alfonso X el Sabio (1984)
- Creu de Sant Jordi (1982)
- Premio Extraordinario de Doctorado de la Universidad de Madrid (1941) por su tesis de doctorado.
- Premio Extraordinario de Licenciatura en Filosofía y Letras de la Universidad de Barcelona (1928)
- Doctor honoris causa de las Universidades de Valencia (1975), Barcelona (1978), UNED (1993), Islas Baleares (1994), Politécnica de Valencia (2001), Alicante, Andorra, Autónoma de Barcelona, Gerona, Jiume I de Castellón, Lérida, Oberta de Cataluña, Politécnica de Cataluña, Pompeu Fabra, Ramon Llull, Rovira i Virgili y Vich (2002)
- Profesor Emérito de la Facultad de Historia Eclesiástica de la Pontifícia Universidad Gregoriana de Roma (1981)
- Miembro de la Real Academia de Buenas Letras de Barcelona, la Academia Nacional de Historia en Buenos Aires y otras Academias hispanoamericanas de Historia, Instituto de Estudios Catalanes, Comité Español de Ciencias Históricas, Real Academia de la Historia de Madrid, Academia Pontaniana de Nápoles, Comité de Ciencias Históricas de la Santa Sede, Comité Internacional de Ciencias Históricas.